# Luiz Carlos Trabuco Cappi
Luiz Carlos Trabuco Cappi (Marília, 6 de outubro de 1951) foi, por 9 anos, presidente do Bradesco, 2º maior banco de patrimônio líquido e o 2ª maior banco privado em ativos do Brasil. Em 2015, foi considerado o Empreendedor do Ano na categoria finanças, pela revista Isto É Dinheiro. Atualmente, Trabuco é presidente do Conselho de Administração do Banco Bradesco.
Em 2009, Trabuco entrou para a lista dos 100 brasileiros mais influentes do país. Em 2016, foi listado entre os melhores CEOs do Brasil, pela revista americana Forbes.

## Biografia
Trabuco graduou-se em filosofia pela Faculdade de Filosofia, Letras e Ciências Humanas da Universidade de São Paulo (FFLCH-USP) e pós graduou-se em sociopsicologia pela Fundação Escola de Sociologia e Política de São Paulo (FESPSP).

## Carreira
Trabuco começou sua carreira aos 17 anos de idade como escriturário do banco Bradesco.
Ele passou por diversos cargos ao longo de 15 anos até chegar ao cargo de diretor de marketing. Durante sua gestão, a comunicação do banco foi reconhecidamente modernizada e houve um estreitamento na relação com a mídia.
Trabuco ficou à frente do Marketing do banco por 8 anos quando em 1992 passou a ocupar a posição diretor-presidente da Bradesco Vida e Previdência, empresa do conglomerado focada em previdência privada. Trabuco atuou nesta posição até 1998.
Em 1998 foi eleito diretor-gerente do Bradesco onde, um ano depois, assumiu o cargo de vice-presidente executivo.
Em 2003, Trabuco acumulou o cargo de presidente da Bradesco Seguros, que engloba outras 8 empresas, como a Capitalização, Bradesco Saúde e Bradesco Vida e Previdência. Nesse período, coordenou o lançamento de ações (ADRs) do Bradesco na Bolsa de Nova York.
Durante a sua gestão como presidente, a Bradesco Seguros mais do que dobrou seu tamanho e solidificou a liderança no país, com o equivalente a 25% do mercado. No mesmo período, a seguradora aumentou a sua atuação no resultado do grupo de 25% para 35% tornando-se a maior do setor na América Latina. Foi também nesse período que foi realizada uma das maiores ações de marketing do grupo: a Árvore de Natal da Lagoa, no Rio de Janeiro, patrocinada pela Bradesco Seguros por 20 anos consecutivos.
Com uma trajetória de 40 anos de experiência no Banco e tendo ocupado diferentes cargos, em 2009 Trabuco foi indicado a Presidência do Banco se tornando o 4º presidente, desde a morte do seu fundador Amador Aguiar, em 1991, sucedendo Márcio Artur Laurelli Cypriano.
Em 2015, Trabuco esteve à frente da compra do banco HSBC no Brasil, considerado o maior negócio do ano no Brasil e maior aquisição na história do Banco. Por este motivo, foi eleito o Empreendedor do Ano na categoria finanças, pela Revista Isto É Dinheiro.
Durante sua gestão, foi criada a Unibrad, uma universidade corporativa com o objetivo de qualificar de forma personalizada os colaboradores e executivos do grupo. Em 2017, a Unibrad foi eleita pelo GlobalCCU Awards, a melhor universidade corporativa do mundo.
Em Outubro de 2017, Trabuco foi nomeado Presidente do Conselho de Administração do Bradesco, substituindo o banqueiro Lázaro de Mello Brandão. Com a nomeação, Trabuco  passou a acumular o novo cargo ao de Presidente do Banco.
Trabuco foi o terceiro presidente do Conselho de Administração, depois de Amador Aguiar e Lázaro de Melo Brandão.
Em março de 2018, foi substituído por Octavio de Lazari Jr na presidência do Bradesco. Trabuco permaneceu à frente da presidência do Conselho.

## Prêmios e Reconhecimentos
- 2006 - Líder Empresarial Setorial- Seguros e Previdência- Fórum de líderes empresariais do jornal Gazeta Mercantil[23][24]
- 2006 - Personalidade Empresarial de Seguros - Associação de Dirigentes de Vendas e Marketing do Brasil (ADVB)[25]
- 2006 - Personalidade de Seguros do Ano[26][27]
- 2007 - Personalidade de Seguros do Ano[26]
- 2009 - Título de cidadão benemérito de Marília[28][29]
- 2009 - Troféu Dom Quixote[30]
- 2009 - Lista dos 100 brasileiros mais influentes do país[11]
- 2015 - Empreendedor do Ano na categoria  finanças[9]
- 2016- Lista dos Melhores CEOs do Brasil, pela revista Forbes [12]

## Outros Cargos

### Atuais
- Diretor-Presidente das demais empresas da Organização Bradesco.
- Vice-Presidente do Conselho de Administração do Banco Bradesco S.A.
- Presidente do Conselho de Representantes e da Diretoria Executiva da Confederação Nacional das Instituições Financeiras - CNF.
- Presidente do Conselho de Administração da Elo Participações S.A.
- Membro do Conselho Diretor da FEBRABAN - Federação Brasileira de Bancos.
- Membro do Comitê Estratégico da Vale S.A.

### Anteriores
- Presidente da Bradesco Vida e Previdência.
- Presidente do Grupo Segurador.
- Presidente do Conselho de Administração da Odontoprev S.A.
- Presidente da Comissão de Marketing e Captação da Associação Brasileira das Entidades de Crédito Imobiliário e Poupança - ABECIP.
- Presidente da ANAPP - Associação Nacional da Previdência Privada.
- Presidente da Federação Nacional de Saúde Suplementar - FENASAÚDE.
- Vice-Presidente do Conselho de Representantes da Confederação Nacional das Instituições Financeiras - CNF.
- Membro do Conselho Diretor da Associação Brasileira das Companhias Abertas - ABRASCA.
- Membro do Conselho de Administração da ArcelorMittal Brasil (ex: Companhia Siderúrgica Belgo-Mineira).
- Membro do Conselho Superior e Diretor Vice-Presidente da Confederação Nacional das Empresas de Seguros Gerais, Previdência Privada e Vida, Saúde Suplementar e Capitalização - CNSeg.
- Membro Titular da Association Internationale pour I’Etude de I’Economie de I’Assurance - Association de Genève, Genebra, Suíça.
- Membro do Egrégio Conselho da ANSP - Academia Nacional de Seguros e Previdência.
- Membro do Fórum Brasil - Estados Unidos (organizado pelo Ministério do Desenvolvimento, Indústria e Comércio Exterior)[31][32]